# Henri Bienvenu
Pour les articles homonymes, voir Bienvenu.
Henri Bienvenu Ntsama, né le 5 juillet 1988 à Garoua, est un joueur de football camerounais.

## Biographie
Henri Bienvenu a été formé à l'École de football Brasseries du Cameroun (EFBC). Son poste de prédilection est celui d'attaquant. Il est international A avec le Cameroun.
En août 2005, il signe un contrat de 3 ans au Club athlétique bizertin.
En janvier 2008, il s'engage pour 3 ans et demi en faveur de l'Espérance sportive de Tunis. Il marque son premier but dès sa première apparition contre le Club Sportif Sfaxien. Le 20 janvier 2010 il prend la direction du club suisse des Young Boys de Berne après avoir laissé une bonne image lors de son passage à Tunis.
Il quitte les Young Boys pour rejoindre Fenerbahçe en septembre 2011 en échange de 4 millions d'euros pour remplacer Mamadou Niang en attaque. Bienvenu termine la saison avec douze buts toutes compétitions confondues. Avec huit buts en championnat et quatre en Coupe de Turquie, le camerounais n'aura jamais su confirmer les espoirs placés en lui. Son manque d'expérience fait de lui un joueur très critiqué en Turquie, notamment en raison d'une grande maladresse devant les buts. 
La saison 2012-2013 commence de la pire des manières pour lui qui se voit relégué au rang de quatrième buteur de l'équipe : il sera à l'ombre des belles prestations de Moussa Sow et Dirk Kuyt, et s'il réussit pendant un moment à devancer Semih Şentürk, il ne parviendra jamais à se faire une place au sein de l'effectif.
Après une saison et demie passée sur les rives du Bosphore, il quitte Fenerbahçe pour le club espagnol du Real Saragosse pendant le mercato hivernal.
Après la relégation de celui-ci, Henri retourne en Turquie et rejoint l'Eskişehirspor qu'il quitte une saison plus tard, durant l'été 2014.
Il rejoint le club de l'ES Troyes AC en Ligue 2 française en septembre 2014 pour une durée de 3 ans. Au terme de la 35e journée, il a trouvé trois fois le chemin des filets. Deux de ses buts sont particulièrement décisifs, l'un offre la victoire face à Dijon (1-0, 12e journée), l'autre valide l'accession du club troyen en Ligue 1 (victoire 2-1, 34e journée) au terme de la saison 2014-2015.

## Palmarès
- Club athlétique bizertin :
  - Finaliste de la coupe de Tunisie en 2007
- Espérance sportive de Tunis :
  - Vainqueur de la coupe de Tunisie en 2008
  - Championnat de Tunisie de football : 2008-2009
  - Vainqueur de la Coupe nord-africaine des vainqueurs de coupe : 2009
  - Ligue des champions arabe : 2009
- Fenerbahçe : 
  - Vainqueur de la Coupe de Turquie de football : 2012
- ES Troyes AC
  - Champion de Ligue 2 en 2015

## Statistiques
| Saison                | Club                  | Championnat           | Championnat | Championnat | Coupe(s) nationale(s) | Coupe(s) nationale(s) | Compétition(s) continentale(s) | Compétition(s) continentale(s) | Compétition(s) continentale(s) | Total | Total |
| Saison                | Club                  | Division              | M.          | B.          | M.                    | B.                    | Comp.                          | M.                             | B.                             | M.    | B.    |
| 2006-2007             | CA bizertin           | Ligue 1               | 19          | 1           | 1                     | 0                     | -                              | -                              | -                              | 20    | 1     |
| 2007-2008             | CA bizertin           | Ligue 1               | 14          | 7           | -                     | -                     | -                              | -                              | -                              | 14    | 7     |
| Sous-total            | Sous-total            | Sous-total            | 33          | 8           | 1                     | 0                     | -                              | -                              | -                              | 34    | 8     |
| 2007-2008             | ES Tunis              | Ligue 1               | 8           | 1           | -                     | -                     | -                              | -                              | -                              | 8     | 1     |
| 2008-2009             | ES Tunis              | Ligue 1               | 21          | 6           | -                     | -                     | -                              | -                              | -                              | 21    | 6     |
| 2009-2010             | ES Tunis              | Ligue 1               | 11          | 6           | -                     | -                     | -                              | -                              | -                              | 11    | 6     |
| Sous-total            | Sous-total            | Sous-total            | 40          | 13          | -                     | -                     | -                              | -                              | -                              | 40    | 13    |
| 2009-2010             | Young Boys            | Super League          | 15          | 5           | -                     | -                     | -                              | -                              | -                              | 15    | 5     |
| 2010-2011             | Young Boys            | Super League          | 34          | 16          | 3                     | 3                     | C1 C3                          | 4 6                            | 2 1                            | 47    | 22    |
| 2011-2012             | Young Boys            | Super League          | 6           | 0           | -                     | -                     | C3                             | 4                              | 1                              | 10    | 1     |
| Sous-total            | Sous-total            | Sous-total            | 55          | 21          | 3                     | 3                     | -                              | 14                             | 4                              | 72    | 28    |
| 2011-2012             | Fenerbahçe SK         | Süper Lig             | 36          | 8           | 3                     | 4                     | -                              | -                              | -                              | 39    | 12    |
| 2012-2013             | Fenerbahçe SK         | Süper Lig             | 2           | 0           | -                     | -                     | C1 C3                          | 1 2                            | 0                              | 5     | 0     |
| 2012-2013             | Real Saragosse (prêt) | LaLiga                | 9           | 0           | -                     | -                     | -                              | -                              | -                              | 9     | 0     |
| Sous-total            | Sous-total            | Sous-total            | 47          | 8           | 3                     | 4                     | -                              | 3                              | 0                              | 53    | 12    |
| 2013-2014             | Eskişehirspor         | Süper Lig             | 27          | 5           | 9                     | 5                     | -                              | -                              | -                              | 36    | 10    |
| Sous-total            | Sous-total            | Sous-total            | 27          | 5           | 9                     | 5                     | -                              | -                              | -                              | 36    | 10    |
| 2014-2015             | ES Troyes AC          | Ligue 2               | 26          | 5           | -                     | -                     | -                              | -                              | -                              | 26    | 5     |
| 2015-2016             | ES Troyes AC          | Ligue 1               | 7           | 0           | 1                     | 0                     | -                              | -                              | -                              | 8     | 0     |
| Sous-total            | Sous-total            | Sous-total            | 33          | 5           | 1                     | 0                     | -                              | -                              | -                              | 34    | 5     |
| 2017-2018             | Al Urooba             | Division 1            | 20          | 8           | -                     | -                     | -                              | -                              | -                              | 20    | 8     |
| Total sur la carrière | Total sur la carrière | Total sur la carrière | 255         | 68          | 17                    | 12                    | -                              | 17                             | 4                              | 289   | 84    |